# Sidecars (grup)
Sidecars és un grup musical de rock madrileny originari del barri d'Alameda de Osuna.

## Història
Sorgida l'any 2006, la banda va guanyar el Premi de la Música al Millor Àlbum de Rock Alternatiu 2009 i el Premi La Noche en Vivo -Los Guilles- al Millor Grup Revelació 2008. Els seus membres són Juancho (Guitarra solista i Veu), Manu (Guitarra rítmica i cors), Dr. Gerbass (Baix) i Ruly (Bateria). Entre les seves influències ells mateixos destaquen a Tequila, Burning, els Rolling Stones, Los Ronaldos, Los Rodríguez, Fito Cabrales o Pereza. Igual que Le Punk, Alamedadosoulna, Buenas Noches Rose o Pereza (dels que han estat teloners), provenen del barri madrileny d'Alameda de Osuna.
El seu primer disc, Sidecars, publicat al setembre de 2008, va ser gravat a Madrid i produït per Leiva, membre de Pereza i germà del líder del grup, Juancho, i van gaudir de la col·laboració d'aquest i de l'altre membre de Pereza, Rubén Pozo. Les lletres d'aquest disc estaven escrites per Juancho i la música composta per tota la banda.
L'agost del 2010 apareix el seu segon disc, Cremalleras, de nou amb la producció de Leiva. César Pop ha col·laborat al piano i Hammond, mentre que en Leiva ho ha fet amb les guitarres. El disc ha estat gravat als estudis Red Led i Casa Dios de Madrid. En aquest disc van manifestar influències de The Byrds o Tom Petty. El seu primer senzill ha estat Fan de ti, popularitzat per formar part d'un anunci publicitari de El Corte Inglés.

## Discografia
- Sidecars, 2008.
- Cremalleras, 2010
- Fuego Cruzado, 2014
- Cuestión de gravedad, 2018